# Phengaris xiushani

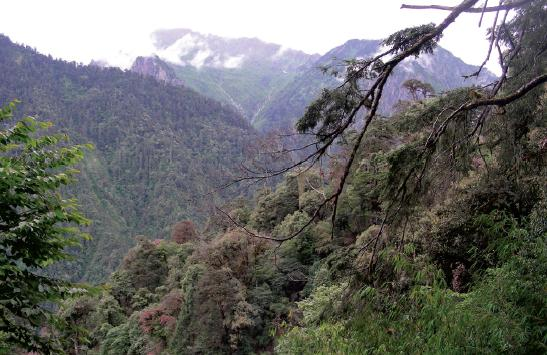
Nơi sinh sống của Phengaris atroguttata và Phengaris xiushani ở tây bắc Vân Nam, độ cao 2800 mét.

Phengaris xiushani là một loài bướm ngày trong Họ Bướm xanh. Nó chỉ được biết đến ở Vân Nam, Trung Quốc.
Con đực có chiều dài sải cánh dài 21 mm. Các con cái cũng tương tự, nhưng lớn hơn một chút và biên độ đen của cả hai cánh cũng phát triển hơn.